# Hendrik Martz
Hendrik Martz (* 9. Mai 1968 in Hamburg) ist ein deutscher Schauspieler, Gitarrist, Synchronsprecher und Dozent. Er wurde als 16-Jähriger durch die ZDF-Weihnachtsserie Patrik Pacard im deutschsprachigen Raum bekannt.

## Leben
Bekannt wurde Martz 1984 als Hauptdarsteller der ZDF-Weihnachtsserie Patrik Pacard. Von 1989 bis 1990 besuchte er in New York eine Schauspielschule, das Neighborhood Playhouse.
Martz hat in einer Reihe von Familienserien mitgewirkt, darunter Die Wicherts von nebenan, Großstadtrevier,
Praxis Bülowbogen, Der Landarzt, Elbflorenz, Gegen den Wind, Die Wache und Verbotene Liebe.
Seit Mitte der 1990er Jahre ist er auch im Theater zu sehen. Nebenbei war Martz Gitarrist der Formation Band Deutscher Mädels, aus der er 2014 nach Meinungsverschiedenheiten ausstieg. Er arbeitet außerdem als Synchronsprecher und Schauspielcoach. Er ist fester Dozent beim Institut für Schauspiel, Film-, Fernsehberufe (ISFF) in Berlin, der Münchner Filmwerkstatt, dem Kölner Filmhaus, dem Filmhaus Babelsberg und der Theaterschule Frankfurt.
2009 gründete er Martz & Walker und unterrichtet die Meisner-Technik für Schauspieler. Zusammen mit Jim Walker betreut er Film- und TV-Produktionen der ARD-Anstalten und des ZDF.
In der Realverfilmung von Black Butler aus dem Jahr 2014 spricht er die Rolle des Charles Bennett Satō.
Hendrik Martz lebt mit seiner Familie in Berlin.

## Filmografie (Auswahl)
- 1984: Patrik Pacard
- 1986–1991: Die Wicherts von nebenan
- 1986: Großstadtrevier – Prosit Neujahr
- 1987: Praxis Bülowbogen – Annelies Party
- 1987–1999: Der Landarzt
- 1987: Großstadtrevier
  - Amamos und Konsorten
  - Rote Karte für Thomas?
- 1989: Tatort – Kopflos
- 1994: Elbflorenz
  - Neues Haus am alten Strom
  - Sachsenschrat und Weinnase
  - Schikanen
- 1995–1999: Gegen den Wind
- 1995: Dr. Stefan Frank – Der Arzt, dem die Frauen vertrauen – Stunden der Angst
- 1996: SK-Babies – Countdown
- 1998: Die Wache – Radio Talk
- 1998: Fieber: Ärzte für das Leben – Operation Straßenstrich
- 1998–2000: Verbotene Liebe
- 1999: Die Wache – Durchgeknallt
- 2003: Unser Charly – Sommerhitze
- 2004: Alphateam – Die Lebensretter im OP
- 2006: Nina – ein Leben mit MS (Kurzfilm)
- 2007: Der Goldene Nazivampir von Absam 2 – Das Geheimnis von Schloß Kottlitz
- 2013: Nord Nord Mord – Clüver und die fremde Frau
- 2013: Kaiserschmarrn
- 2015:	Framed (Kurzfilm)
- 2017: Kein Herz für Inder
- 2017: Aktenzeichen XY … ungelöst

## Synchronrollen (Auswahl)
- 2004: Das Leben ist seltsam – Olivier Borle als Betreuer
- 2008: Ghost Whisperer – Stimmen aus dem Jenseits (Fernsehserie) – Robert Buckley als Brandon Bishop
- 2009–2010: Mobile Suit Gundam 00 (Fernsehserie) – Hiroyuki Yoshino als Allelujah Haptism
- 2009–2011: Yu–Gi–Oh! 5D's (Fernsehserie) – Kensuke Fujita als Blitz
- 2014: Black Butler: Ein Teufel von einem Butler – Yuu Shirota als Charles Bennett Sato
- 2014: Suite Française – Melodie der Liebe – Mathias Swabey als Gustav
- 2015: Broken Horses – Chris Marquette als Buddy Heckum
- 2015: Yakuza Apocalypse – Kiyohiko Shibukawa als Aratetsu
- 2017: Starship Troopers – Traitor of Mars als Number 1
- 2021: Star Wars: The Bad Batch – Tom Taylorson als Roland Durand
- 2022–2024: Sonic Prime als Dr. Don't

## Theater
- 2005–2008: Woyzeck Regie: Daniel Krauss, Vaganten Bühne in Berlin